# Sinocharis korbae
Sinocharis korbae là một loài bướm đêm trong họ Noctuidae.